# Немања Ненадић
Немања Ненадић (Београд, 2. јануар 1994) српски је кошаркаш. Игра на позицијама бека и крила, а тренутно наступа за Елан Шалон.

## Каријера
Ненадић је одрастао у Барајеву, где је и почео да се бави кошарком. Касније је прешао у млађе категорије Церака, а потом је заиграо за Слодес у 1. МРЛ центар, трећем рангу такмичења. Године 2014. прелази у Тамиш у чијем дресу дебитује у Кошаркашкој лиги Србије. У екипи Тамиша проводи полусезону у којој не добија шансу, након чега прелази у земунску Младост, тада друголигаша.
Сезону 2015/16. почиње у друголигашу Пироту где бележи 15,9 поена и 4 скока по мечу након чега се у јануару 2016. враћа у КЛС и потписује за Војводину Србијагас. У сезони 2016/17. наступа за Дунав из Старих Бановаца. Са екипом Дунава је по први пут у историји клуба изборио пласман на завршни турнир Купа Радивоја Кораћа. У Кошаркашкој лиги Србије је бележио просечно 12,7 поена и 6,2 скока а клуб је завршио на петом месту.
Дана 5. августа 2017. године договорио је трогодишњу сарадњу са ФМП-ом. Са екипом ФМП-а је у сезони 2017/18. стигао до финала Суперлиге Србије, а у овом такмичењу је бележио просечно 16 поена по мечу што му је донело друго место на листи најбољих стрелаца. Дана 14. септембра 2018. године потписао је трогодишњи уговор са Црвеном звездом. У сезони 2018/19. са Црвеном звездом осваја АБА Суперкуп, Јадранску лигу као и Суперлигу Србије. И сезону 2019/20. је почео у Црвеној звезди, али је имао врло мало простора за игру, па је 19. децембра 2019. прослеђен на позајмицу у Мега Бемакс до краја сезоне у Јадранској лиги. Дана 21. јула 2020. године Ненадић се вратио у ФМП. Са клубом из Железника договорио је двогодишњу сарадњу.
Ненадић је са универзитетском репрезентацијом Србије наступао на Универзијади 2017. године.

## Успеси

### Клупски
- Црвена звезда:
  - Првенство Србије (1): 2018/19.
  - Јадранска лига (1): 2018/19.
  - Суперкуп Јадранске лиге (1): 2018.
- Зјелона Гора:
  - Суперкуп Пољске (1): 2021.